# سینما گلریز
سینما گلریز یا سینما تئاتر گلریز (نام پیشین: سینما گلدیس) از سینماهای تهران است. این سینما در سال ۱۳۳۷ با درجه کیفی «یک» و در دو سالن با ظرفیت ۳۸۰ نفر در محله یوسف‌آباد افتتاح گردید. سینما تئاتر گلریز در خیابان اسدآبادی (یوسف آباد)، نبش خیابان ۳۴ قرار دارد.
این سینما دارای دو سالن به ظرفیت ۳۳۷ و ۷۸ نفر است.

## تاریخچه

### هنرکدهٔ آناهیتا
در بدو ساخته شدن این سالن در سال ۱۳۳۷، مصطفی اسکویی و مهین اسکویی که به تازگی از شوروی بازگشته‌بودند، در آنجا دست به تأسیس یک گروه هنری به نام آناهیتا زدند. در این هنرکده که به سینما - تئاتر آناهیتا معروف بود آثاری چون اتلو، طبقه ششم (آلفرد ژاری)، هیاهوی بسیار برای هیچ، تراموایی به نام هوس، سلمانی شهر سویل و عروسی فیگارو بر روی صحنه رفتند. با این حال اسکویی‌ها به دلیل مسائل مالی نتوانستند فعالیت خود را ادامه دهند و به همین دلیل تئاتر را تعطیل و به فرد دیگری واگذار کردند که از این سالن به عنوان سینما استفاده کرد و نام آن را «سینما گلدیس» گذاشت.

### سینما گلدیس و گلریز
این سینما زمانی سینما گلدیس خوانده می‌شد و محل اکران فیلم‌های روز سینمای جهان بود، پس از انقلاب -از سال ۱۳۶۶ تا امروز- زیر عنوان سینما-تئاتر گلریز علاوه بر اکرانِ یک فیلم از فیلم‌های روی پرده، صحنهٔ اجرای تئاترهایی با مضامین طنز بوده است. از مشهورترین کارهای طنزی که طی یک دههٔ اخیر روی صحنهٔ تئاتر گلریز رفته می‌توان به نمایش «دروغ چرا؟» به نویسندگی و کارگردانی بهزاد محمدی اشاره کرد که بیش از سه سال روی صحنه ماند و بعدها سی‌دی آن هم به بازار آمد و پرفروش شد.

### تعطیلی سینما و باز گشایی مجدد
سینما گلریز در سال ۹۱ زمانی که فیلم دربند را روی پرده داشت تعطیل شد. علت تعطیلی سینما به گفته مسئولان عدم مسائل ایمنی و قدیمی بودن ساختمان اعلام شد که با تلاشهای فراوان آقای مهدی مصیبی رئیس سینما گلریز، بعد از شش سال مجدداً بازگشایی شد و تغییرات و بروزرسانی‌هایی در دکور محوطه و سالنهای سینما انجام شد.